# تشرتش مينشولل (تشيشير)
تشرتش مينشولل (بالإنجليزية: Church Minshull)‏ هي قرية و أبرشية مدنية تقع في المملكة المتحدة في إنجلترا. يقدر عدد سكانها بـ 431 نسمة .